# Finocchieto
Finocchieto è una frazione del comune di Stroncone (TR).
Secondo i dati del censimento Istat del 2001, gli abitanti sono 228; il paese si trova a 459 m s.l.m..

## Storia
La prima notizia di Fenocletto si ha nell'anno 813, quando Acerisio di Teudemondo dona all'abbazia di Farfa i beni dei suoi fratelli, posti in quella località. Il Regesto di Farfa riporta infatti: <<Acerisio figlio dello sculdascio Teudemondo dona al Monastero i beni venutigli dai suoi fratelli e posti nei luoghi chiamati Val di Tiba, Cerrus ruptus e in Fenoccletto>>
Tale donazione compare anche nel database online dei documenti legali dell'impero carolingio realizzato dal King's College di Londra e denominato "The Making of Charlemagne's Europe (768-814)". Finocchieto compare infatti con il nome medievale di Fenocclettum (ID: Unknown 2654) nella Carta denominata FAR 2:200, come uno dei 3 possedimenti donati per il bene della sua anima da Acerisio all'abbazia di Farfa. Sebbene tale Carta non sia visionabile online (è conservata presso la Biblioteca Apostolica Vaticana), le informazioni del database permettono di risalire ad alcuni ulteriori dettagli:
- Luogo di redazione: la Carta FAR 2:200 fu redatta in località Trebula Mutuesca (nome medievale: Tribule), antico sito pre-romano, che il King's College situa nel Comune di Monteleone in Sabino[5], sebbene altri storici la situino in località S. Antimo nel comune di Stroncone[6].
- Soggetti coinvolti: Acerisio (donatore)[7], Benedetto (abate, ricevente in rappresentanza dell'abbazia di Farfa)[8], Hisemund (redattore della Carta che agisce da notaio)[9], e i testimoni Benedetto (prete), Stefano (diacono), Ugo, Tachiprando e Lupo.

Nel 1225 Finocchieto passò sotto la giurisdizione della cattedrale di S. Giovenale di Narni, a cui doveva un tributo annuale nella forma di un cero di 5 libbre.
Un documento del 1277 attesta che i castelli circostanti (Finocchieto, Capitone, Balduino, Lugnola, Rocca Carlea) erano appartenuti a Narni da lungo tempo.
Nel 1527 il territorio venne saccheggiato dalle truppe tedesche e spagnole del principe d'Orange, venuto a Narni.
Nel 1543, infine, vi fu una contesa territoriale legale per la definizione dei confini con il castello di Castiglione.

## Economia e manifestazioni
La storia ha visto prevalere le attività legate all'agricoltura e alla pastorizia.
Il 22 gennaio si festeggia san Vincenzo, diacono di Saragozza, martire del IV secolo. Alla fine di giugno, dal 2005, vi si tiene la Sagra della pappardella. L'8 settembre si festeggia la natività di Maria.

## Monumenti e luoghi d'interesse
- Struttura del castello, tuttora visibile nella disposizione delle case con decorazioni in travertino, con la bella porta d'ingresso a tutto sesto;
- Chiesa di S. Vincenzo martire (XIII secolo), edificata sul mastio del vecchio castello in stile romanico. L'interno è a navata unica, contiene una acquasantiera del 1489 e un dipinto del XVIII secolo;
- Chiesa della Madonna del Carmine (1649), fuori le mura;
- Oratorio della Vergine (1530), vicino al cimitero;
- Valle Fara, una gola del versante nord-occidentale dei Monti Sabini.
- Vicino Alla chiesa S. Vincenzo martire c'è un bellissimo Presepe Artistico.

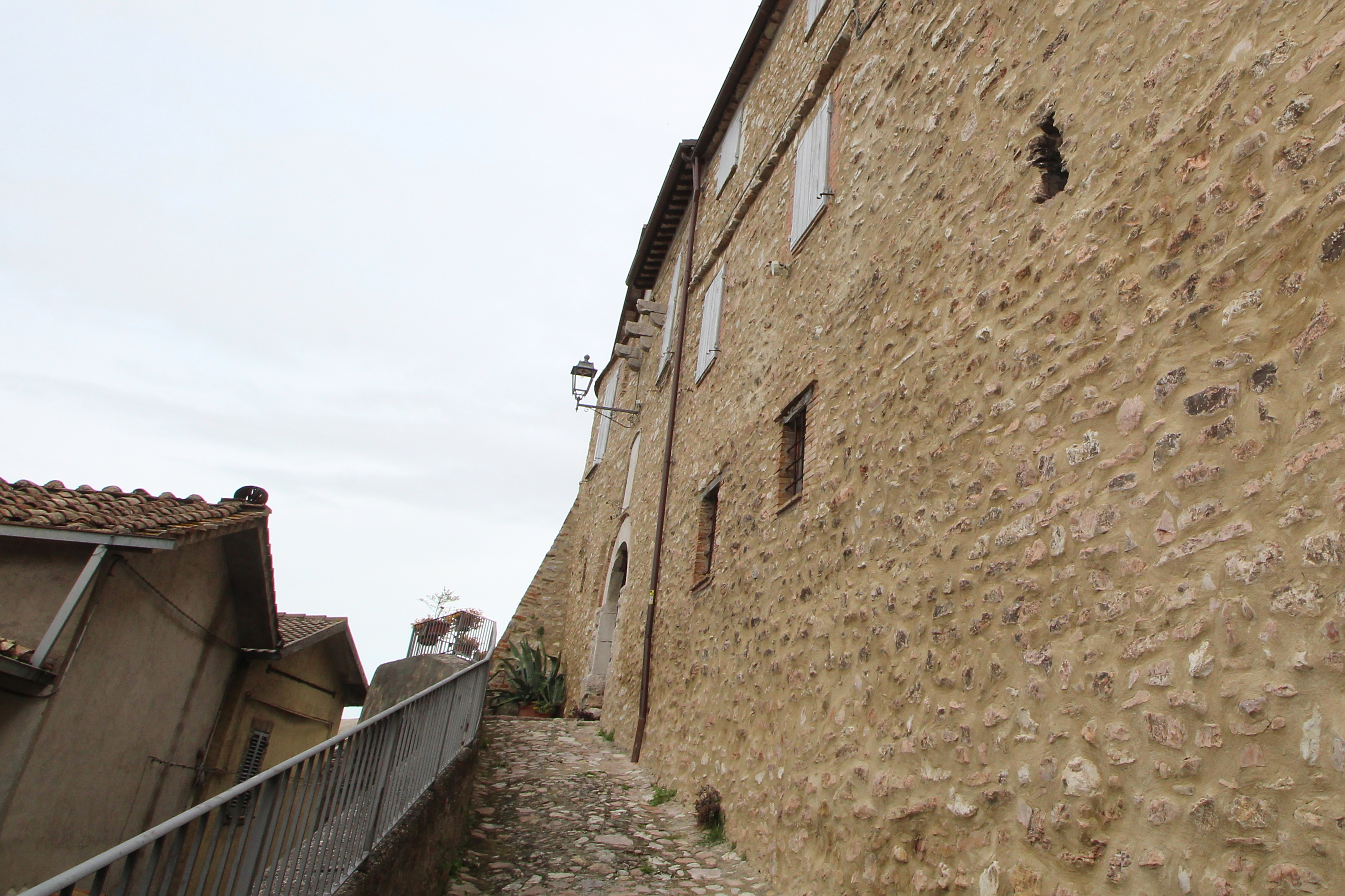
Il castello di Finocchieto
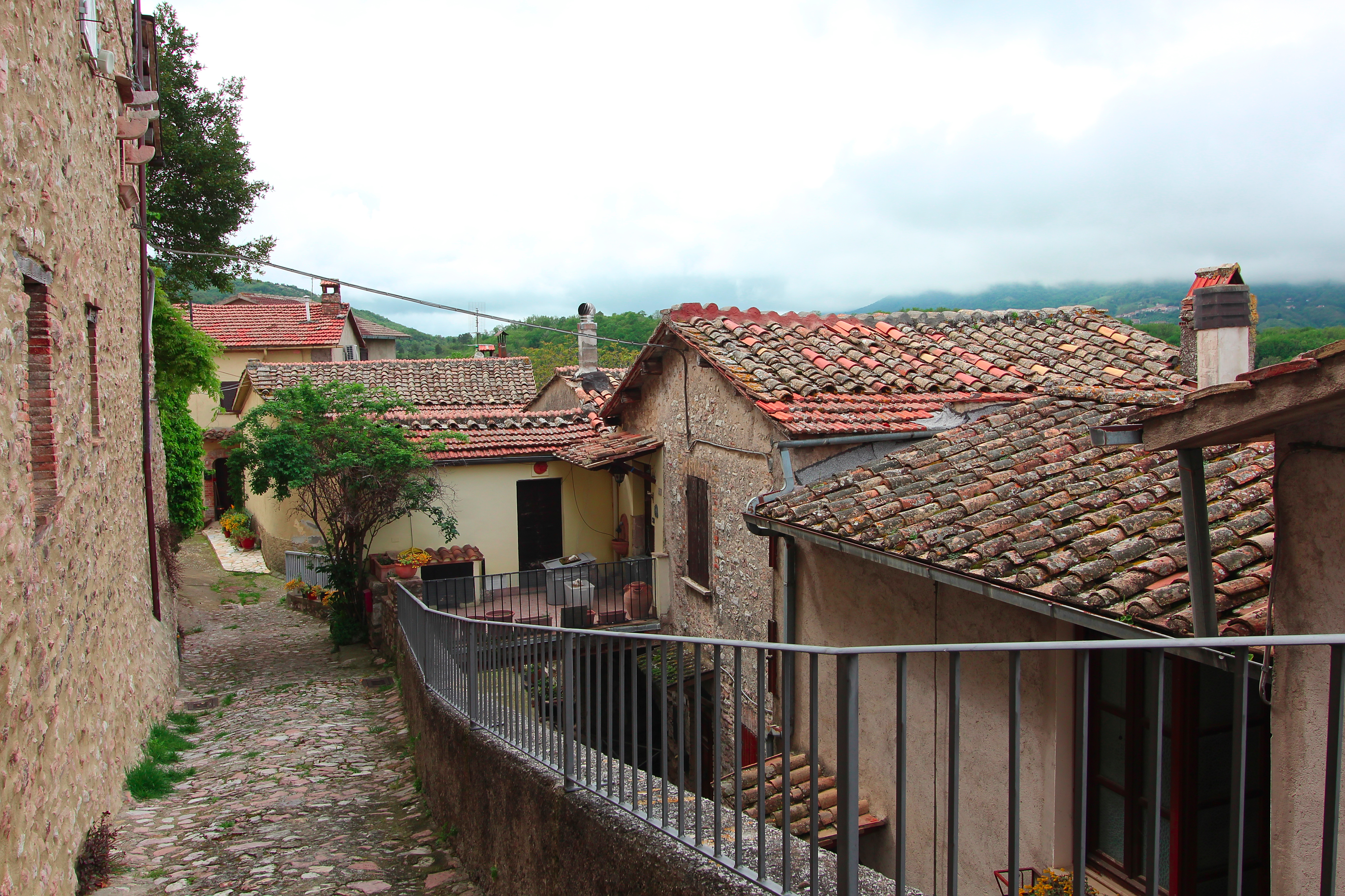
Il borgo di Finocchieto
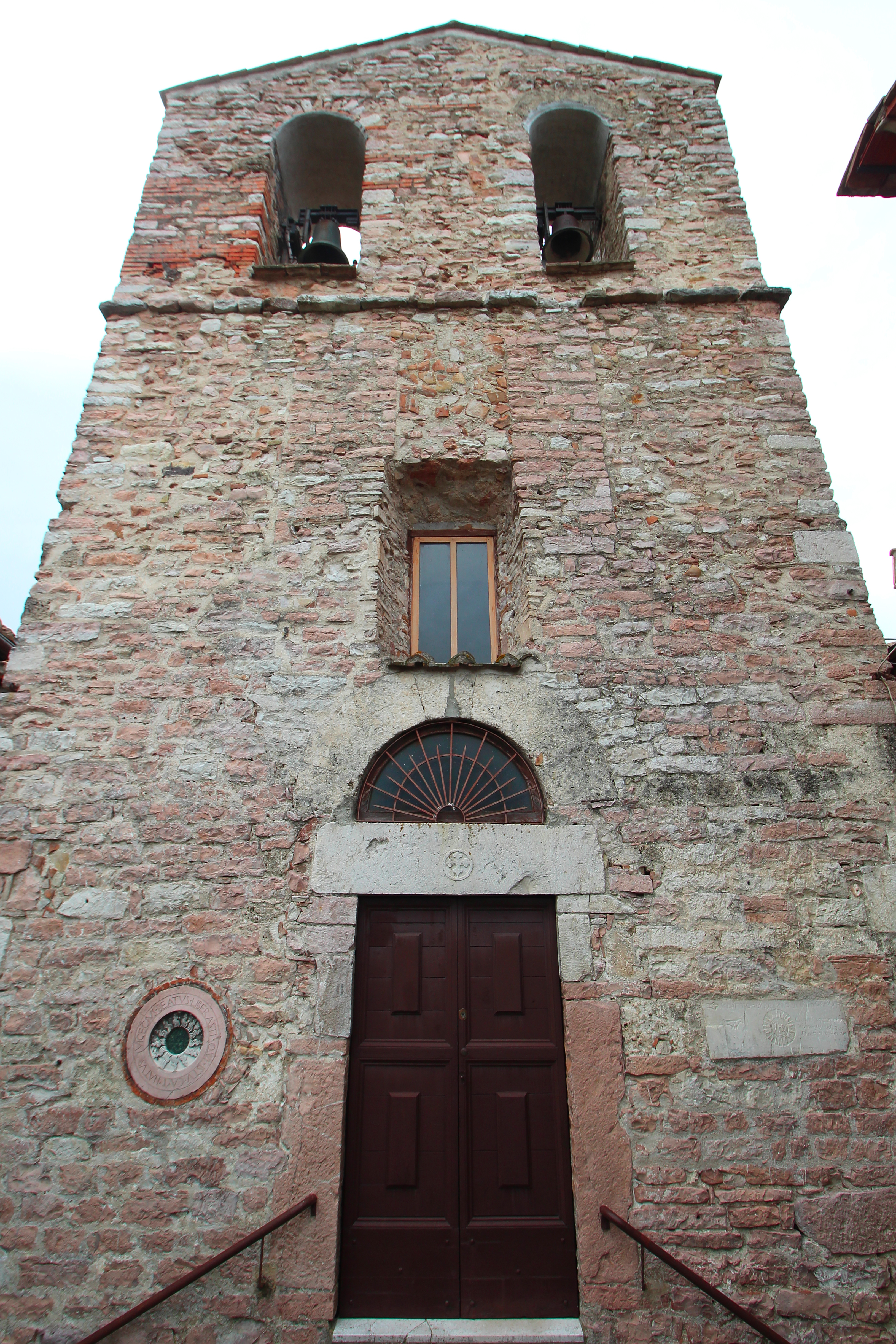
La chiesa di S. Vincenzo martire
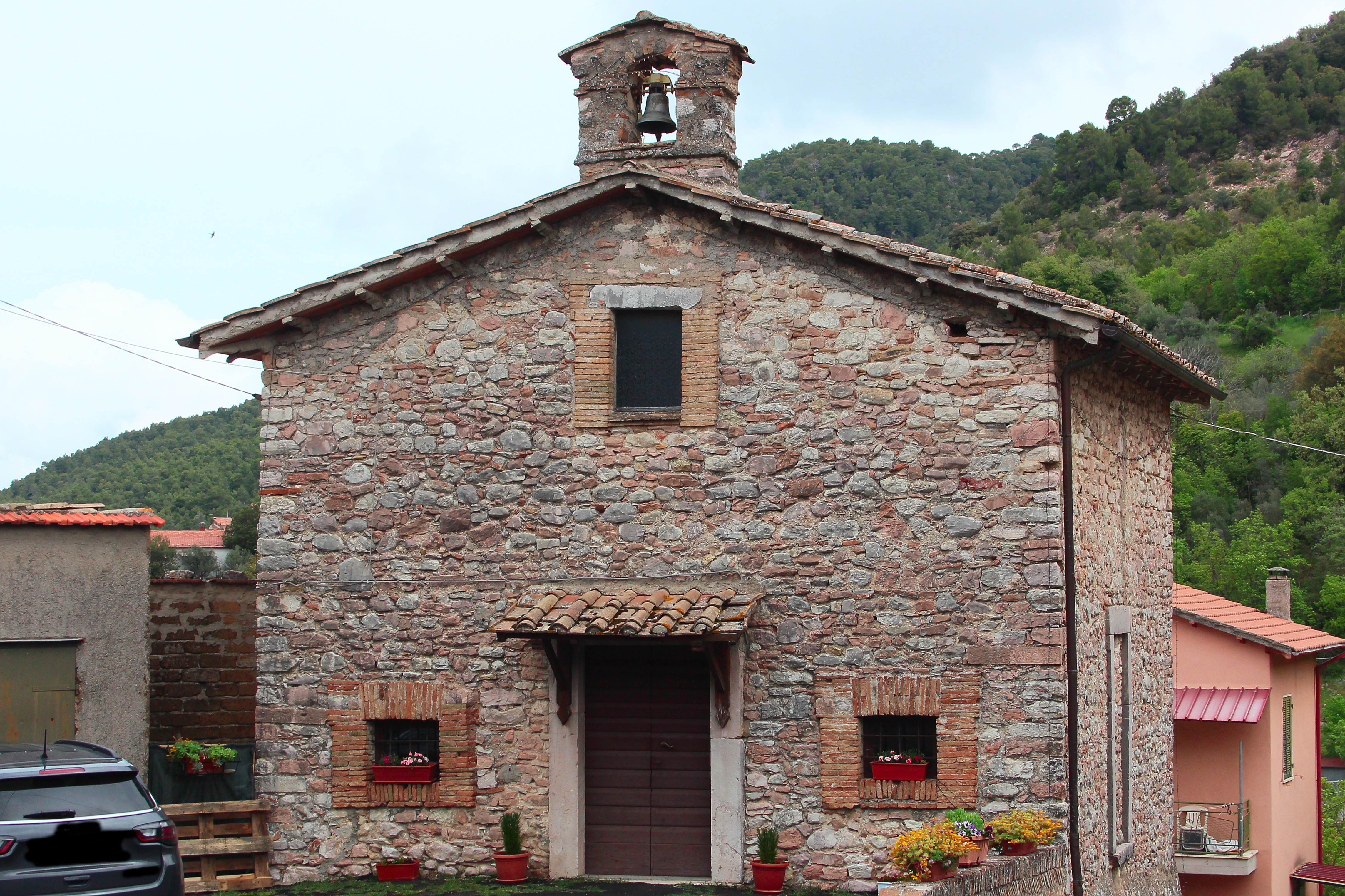
La chiesa della Madonna del Carmine

## Infrastrutture e trasporti
È raggiunto dalla linea 23 (o 623), gestita da Busitalia Umbria e operata da Troiani, esegue collegamenti scarsi da e per la Stazione di Terni.